# アカデミアナウク山

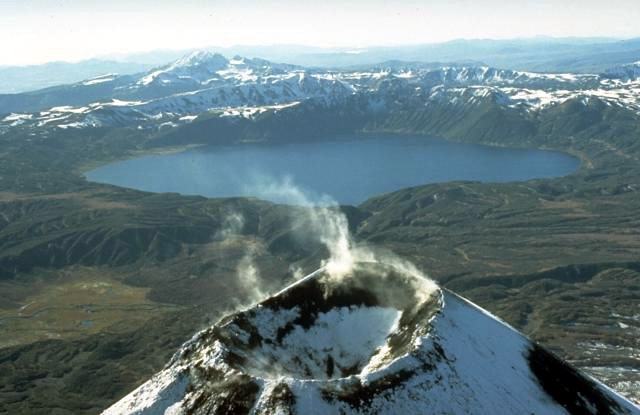
アカデミアナウク山頂上（手前）とカリムスキー湖（奥）

アカデミアナウク山（アカデミアナウクさん、ロシア語: Академия Наук）は、ロシア連邦のカムチャツカ半島南部にある火山（海抜1,180 m）である。この火山にはいくつかのカルデラがあり、最も有名なものはカリムスキー湖 (カリム人にちなんで名付けられた) として知られている。
火山の名前は、（ソビエト) ロシア科学アカデミーのロシア語（ロシア語: Росси́йская Акаде́мия Нау́к＝ロシースカヤ・アカデーミヤ・ナウーク）にちなんで付けられた。最後に噴火したのは 1996 年 1 月であった。

## 参照項目
- カムチャツカ半島
- カムチャツカの火山群